# Similitudine

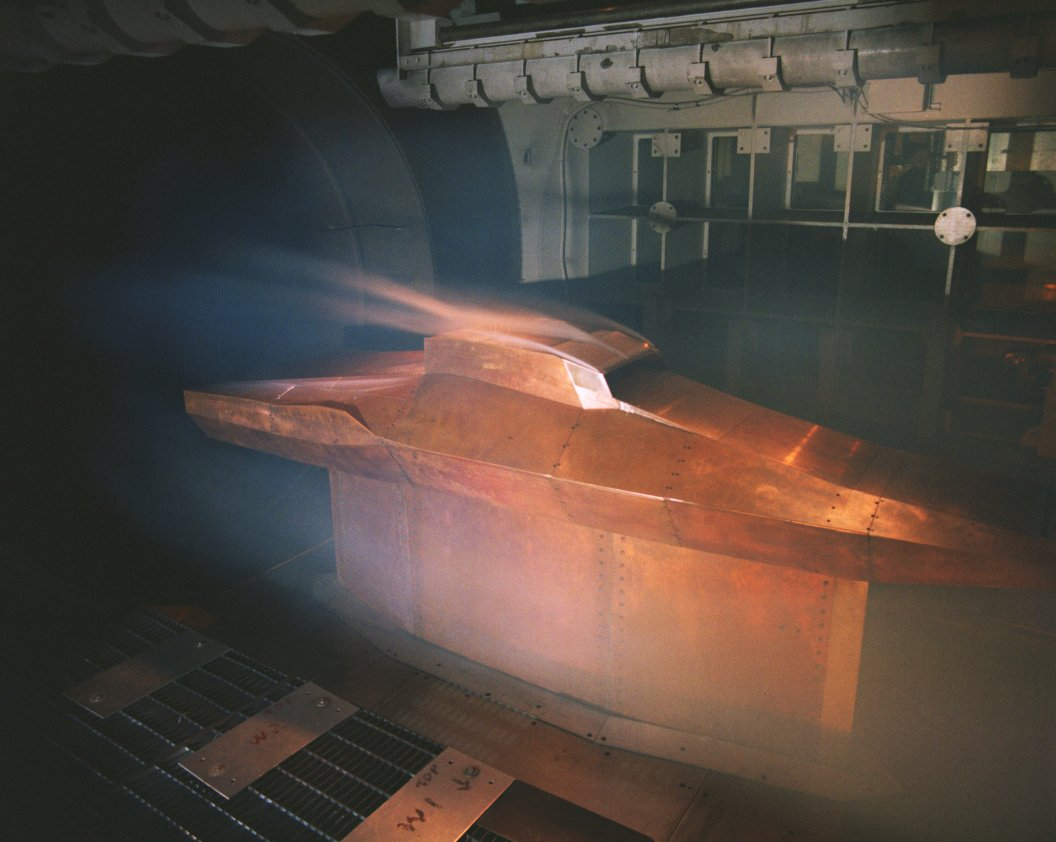
Încercarea în tunelul aerodinamic a modelului la scară reală. Testarea este concepută să aibă similitudine dinamică cu avionul real pentru a avea rezultate corecte.

În inginerie similitudinea este o metodă folosită în evaluarea modelelor. Se spune că un model aste „similar” cu aplicația reală dacă cele două sunt similare din punct de vedere geometric, cinematic și dinamică. Termenul de „similaritate dinamică” este adesea folosit ca termen general, deoarece presupune faptul că similaritatea geometrică și cinematică au fost deja îndeplinite.
Principala aplicație a similitudinii este în modelarea mașinilor hidraulice și a celor din domeniul ingineriei aerospațiale pentru a testa condițiile de curgere a fluidelor folosind modele scalate. De asemenea, este teoria principală din spatele multor formule din manualele de mecanica fluidelor și transmiterea căldurii.
Conceptul de similitudine este puternic legat de analiza dimensională.

## Descriere
Modelele inginerești sunt utilizate pentru a studia probleme complexe de dinamică a fluidelor, unde calculele și simulările pe calculator nu sunt fiabile. Modelele sunt de obicei mai mici decât proiectul final, dar nu întotdeauna. Machetele la scară permit testarea unui proiect înainte de a fi construit și, în multe cazuri, reprezintă o etapă critică în procesul de dezvoltare.
Construcția unui model la scară trebuie însă însoțită de o analiză pentru a determina în ce condiții este testat. Deși geometria poate fi scalată simplu, alți parametri, cum ar fi presiunea, temperatura sau viteza și tipul de fluid, pot necesita modificări. Similitudinea se obține atunci când condițiile de testare sunt create astfel încât rezultatele testelor să fie aplicabile proiectului real.

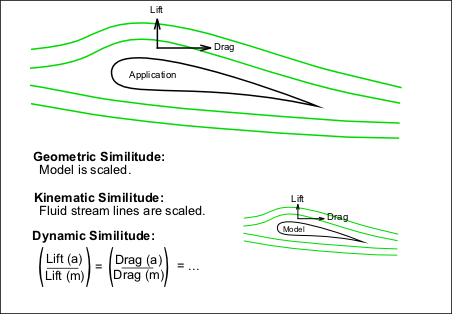
Cele trei condiții necesare pentru ca un model să aibă similaritate cu o aplicație (drag = rezistență la înaintare, lift = portanță)

Următoarele criterii sunt necesare pentru a obține similitudinea:
- similitudinea geometrică – modelul să aibă aceeași formă ca aplicația, de obicei scalat;
- similitudinea cinematică – curgerea fluidului atât la model, cât și la aplicația reală trebuie să aibă variațiile în timp similare ale mișcărilor (liniile de curent ale fluidelor să fie similare);
- similitudinea dinamică – rapoartele tuturor forțelor care acționează asupra particulelor de fluid corespondente și a suprafețelor de delimitare din cele două sisteme să fie constante.

Pentru a îndeplini condițiile de mai sus, aplicația este analizată.
1. Toți parametrii necesari pentru a descrie sistemul sunt identificați folosind principii din mecanica mediilor continue.
2. Analiza dimensională este utilizată pentru a exprima sistemul cu cât mai puține variabile independente și cât mai mulți parametri adimensionali posibili.
3. Valorile parametrilor adimensionali sunt considerate a fi aceleași atât pentru modelul la scară, cât și pentru aplicație. Acest lucru se poate face deoarece sunt adimensionali și vor asigura similitudinea dinamică între model și aplicație. Ecuațiile rezultate sunt utilizate pentru a obține legi de scalare care dictează condițiile de testare ale modelului.

Adesea este imposibil să se obțină o similitudine perfectă în timpul unui test pe model. Cu cât abaterea de la condițiile de funcționare ale aplicației este mai mare, cu atât este mai dificilă obținerea similitudinii. În aceste cazuri, unele aspecte ale similitudinii pot fi neglijate, concentrându-se doar pe cei mai importanți parametri.
Proiectarea navelor maritime rămâne mai mult o artă decât o știință, în mare parte deoarece similitudinea dinamică este deosebit de dificil de atins pentru o navă scufundată parțial: o navă este afectată de forțele vântului din aerul de deasupra ei, de forțele hidrodinamice din apa de sub ea și, în special, de mișcările valurilor la interfața dintre apă și aer. Cerințele de scalare pentru fiecare dintre aceste fenomene diferă, astfel încât modelele nu pot reproduce ceea ce se întâmplă cu o navă de dimensiuni normale la fel de bine cum se poate face pentru o aeronavă sau un submarin – fiecare dintre acestea funcționând în întregime într-un singur mediu.
Similitudinea este un termen utilizat pe scară largă în mecanica fracturilor, referitor la abordarea duratei de viață la deformare. În anumite condiții de încărcare, deteriorarea prin oboseală într-o probă cu un concentrator de tensiuni este comparabilă cu cea a unei probe fără acel concentrator. Similitudinea sugerează că durata de viață la oboseală a componentelor celor două obiecte va fi, de asemenea, similară.

## Aplicații tipice

### În mecanica fluidelor
Similitudinea a fost bine documentată pentru un număr mare de probleme inginerești și stă la baza multor formule din manuale și ale unor mărimi adimensionale („criterii de similitudine”). Aceste formule și mărimi sunt ușor de utilizat fără a fi nevoie să se repete sarcina laborioasă a analizei dimensionale și a obținerii formulelor. Simplificarea formulelor (prin neglijarea unor aspecte ale similitudinii) este comună și trebuie supravegheată de către ingineri pentru fiecare aplicație.
Similitudinea poate fi utilizată pentru a prezice performanța unui nou proiect pe baza datelor dintr-un proiect existent, similar. În acest caz, modelul este proiectul existent. O altă utilizare a similitudinii și a modelelor este în validarea simulărilor pe calculator, cu scopul final de a elimina complet nevoia de modele fizice.
O altă aplicație a similitudinii este înlocuirea fluidului real cu un fluid de testare diferit. De exemplu, la temperaturi criogenice tunelurile aerodinamice au probleme cu lichefierea aerului în anumite condiții, așa că uneori se folosește heliu. Alte aplicații pot funcționa în fluide periculoase sau scumpe, astfel încât testarea este efectuată cu un substitut mai convenabil.
Câteva aplicații comune ale similitudinii și ale numerelor adimensionale asociate:
| Curgere incompresibilă (v. exemplul de mai jos) | număr Reynolds, coeficient de presiune, (număr Froude și număr Weber la canale hidraulice deschise) |
| Curgere compresibilă                            | număr Reynolds, număr Mach, număr Prandtl, exponent adiabatic                                       |
| Vibrație determinată de curgere                 | număr Strouhal                                                                                      |
| Compresoare centrifugale                        | număr Reynolds, număr Mach, raport de viteze                                                        |
| Grosimea stratului limită                       | număr Reynolds, număr Womersley, similitudine dinamică                                              |

### Un exemplu
Fie un submarin modelat la scara 1/40. Aplicația funcționează în apă de mare la 0,5 °C, deplasându-se cu 5 m/s. Modelul va fi testat în apă dulce la 20 °C. Se cere puterea necesară pentru ca submarinul să funcționeze la viteza indicată.
Se construiește o schemă a corpului izolat⁠(d) și se formulează relațiile relevante dintre forță și viteză folosind tehnici din mecanica mediilor continue. Variabilele care descriu sistemul sunt:
| Variablă                                    | La aplicație  | La modelul la scară | Unități       |
| ------------------------------------------- | ------------- | ------------------- | ------------- |
| L (diametrul submarinului)                  | 1             | 1/40                | (m)           |
| v (viteză)                                  | 5             | se calculează       | (m/s)         |
| {\displaystyle \rho } (densitate)           | 1028          | 998                 | (kg/m3)       |
| {\displaystyle \mu } (viscozitate dinamică) | 1,88×10−3     | 1,00×10−3           | Pa•s (N s/m2) |
| F (forță)                                   | se calculează | va fi măsurată      | N (kg m/s2)   |

Acest exemplu are cinci variabile independente și trei unități fundamentale. Unitățile fundamentale sunt: metrul, kilogramul, secunda. În sistemul internațional de unități (SI), newton poate fi exprimat în kg•m/s2. Invocând teorema π a lui Buckingham⁠(d) se poate arăta că sistemul poate fi descris prin două numere adimensionale și o variabilă independentă (deoarece cinci variabile minus trei unități fundamentale = două numere adimensionale).
Apoi este utilizată analiza dimensională pentru a rearanja unitățile pentru a forma numărul Reynolds ({\displaystyle Re}) și coeficientul de presiune ({\displaystyle Cp}). Aceste numere adimensionale iau în considerare toate variabilele enumerate mai sus, cu excepția lui F, care va fi măsurată în test. Deoarece parametrii adimensionali vor rămâne constanți atât pentru test, cât și pentru aplicația reală, aceștia vor fi utilizați pentru a formula legile de scalare pentru test.
Legile de scalare
{\displaystyle {\begin{aligned}&Re={\frac {\rho vL}{\mu }}&\longrightarrow &v_{\text{model}}=v_{\text{aplicatie}}\times {\frac {\rho _{a}}{\rho _{m}}}\times {\frac {L_{a}}{L_{m}}}\times {\frac {\mu _{m}}{\mu _{a}}}\\&Cp={\frac {2\Delta p}{\rho v^{2}}},\quad F=\Delta pL^{2}&\longrightarrow &F_{\text{aplicatie}}=F_{\text{model}}\times {\frac {\rho _{a}}{\rho _{m}}}\times \left({\frac {v_{a}}{v_{m}}}\right)^{2}\times \left({\frac {L_{a}}{L_{m}}}\right)^{2}.\end{aligned}}}
Presiunea {\displaystyle p} nu este una dintre cele cinci variabile, dar forța {\displaystyle F} este. Diferența de presiune {\displaystyle \Delta p} a fost înlocuită în coeficientul de presiune cu {\displaystyle F/L^{2}}. Aceasta dă o viteză de testare necesară de:
{\displaystyle v_{\text{model}}=v_{\text{aplicatie}}\times 21,9} .
Apoi, se efectuează un test pe model la acea viteză, iar forța măsurată în model, {\displaystyle F_{model}}, este apoi scalată pentru a găsi forța așteptată la aplicația reală, {\displaystyle F_{aplicatie}}:
{\displaystyle F_{\text{aplicatie}}=F_{\text{model}}\times 3,44}
Puterea {\displaystyle P} în wați cerută pentru submarin este deci:
{\displaystyle P[\mathrm {W} ]=F_{\text{aplicatie}}\times v_{\text{aplicatie}}=F_{\text{model}}[\mathrm {N} ]\times 17,2\ \mathrm {m/s} }
De reținut că, deși modelul este redus la o scară mai mică, la testare viteza apei trebuie să fie mare. Acest rezultat remarcabil arată cum similaritatea în natură este adesea contraintuitivă.

### În mecanica solidelor: similitudinea structurală

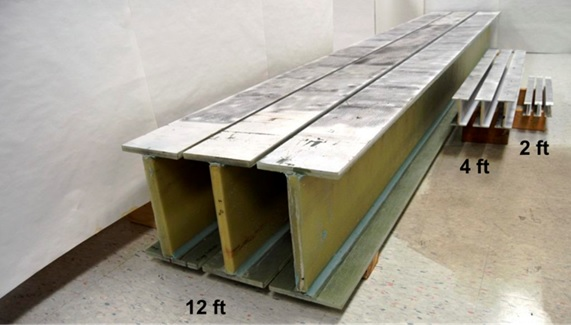
Grinzi „I” laminate la scară, cu diferite scări și scheme de laminare, proiectate pe baza analizei de similitudine structurală

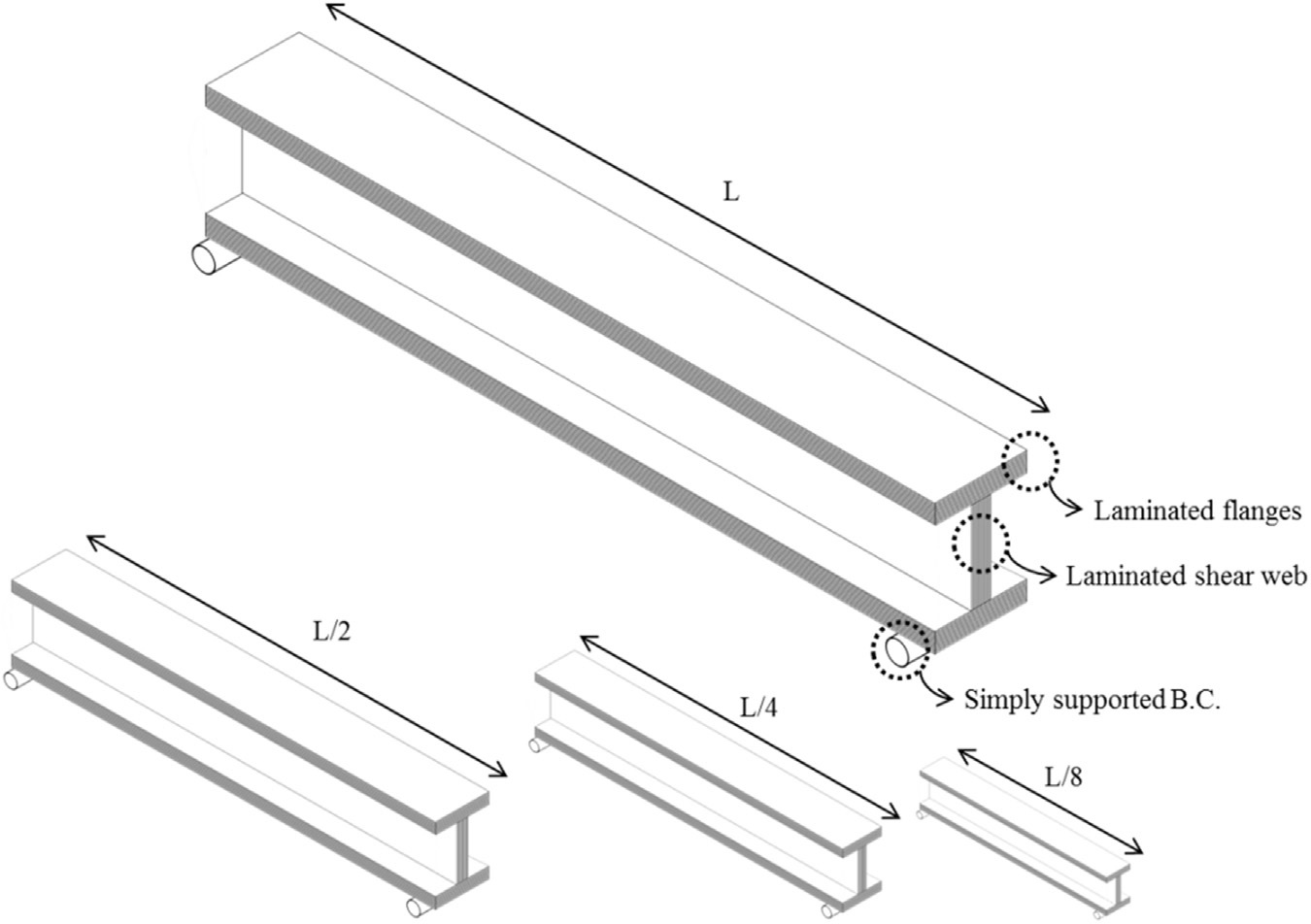
Schema grinzilor „I” laminate la scară: prototip (sus) și modele cu diferite scări și straturi (jos)

Analiza similitudinii este un instrument ingineresc puternic pentru proiectarea structurilor la scară redusă. Deși atât analiza dimensională, cât și utilizarea directă a ecuațiilor aplicabile pot fi utilizate pentru a obține legile de scalare, aceasta din urmă are ca rezultat legi de scalare mai specifice. Proiectarea structurilor la scară redusă poate fi realizată cu succes utilizând similarități complete și parțiale. În proiectarea structurilor scalate în condiții de similaritate completă, toate legile de scalare obținute trebuie îndeplinite între model și prototip, ceea ce duce la similaritatea perfectă între cele două obiecte la scări diferite. Totuși, proiectarea unei structuri scalate, perfect similare cu prototipul său, are limitări practice, în special pentru structurile laminate. Relaxarea unora dintre legile de scalare poate elimina limitările proiectării în condiții de similaritate completă și poate produce modele scalate parțial similare cu prototipul lor. Totuși, proiectarea structurilor scalate în condiții de similaritate parțială trebuie să urmeze o metodologie deliberată pentru a asigura acuratețea structurii scalate în prezicerea răspunsului structural al prototipului. Modelele scalate pot fi proiectate pentru a reproduce caracteristicile dinamice (de exemplu, frecvențele, formele modurilor de oscilare și rapoartele de amortizare) ale omologilor lor la scară reală. Totuși, este necesar să se obțină legi de scalare a răspunsului adecvate pentru a prezice răspunsul dinamic al prototipului la scară reală din datele experimentale ale modelului scalat.